# ローサ・コスケロ
ローサ・コスケロ（Roosa Koskelo、1991年8月20日 - ）は、フィンランドの女子バレーボール選手。ポジションはリベロ。元フィンランド代表。

## 来歴

### クラブチーム
フォルッサ出身。2009年、Hämeenlinnan Lentopallokerhoへ入団。3年間在籍し、フィンランド国内リーグでは2度の準優勝を果たした。2012/13シーズンはLP Kangasalaへ移籍し国内リーグで準優勝、フィンランドカップで優勝した。2013年、LP Viestiへ移籍し、2013/14、2014/15シーズンでは国内リーグでチームを連覇に導き、ベストリベロ賞を受賞した。2016/17シーズンから2年間はスロベニアのOK Nova KBM Branikでプレーし、スロベニアリーグ、カップ戦ではそれじゃあ2連覇を果たした。2018年10月、ドイツのアリアンツ MTV シュトゥットガルトへの加入が発表され、2018/19シーズンのブンデスリーガで優勝を果たした。2020年4月、同チームとの契約延長が発表され、2020/21シーズンのブンデスリーガで準優勝となった。2021/22シーズンはチームを3年ぶりの優勝へ導き、自身はベストリベロ賞を受賞した。2022/23シーズンもドイツブンデスリーガで優勝を果たした。

### 代表チーム
2013年、シニア代表に初選出された。2014年の世界選手権欧州大陸予選に出場した。2019年、欧州選手権に出場した。

## 球歴
- 欧州選手権 - 2019年

## 受賞歴
- 2014年 - 2013/14フィンランドリーグ ベストリベロ賞
- 2015年 - 2014/15フィンランドリーグ ベストリベロ賞
- 2016年 - 2015/16フィンランドリーグ ベストリベロ賞
- 2022年 - 2021/22ドイツブンデスリーガ ベストリベロ賞

## 所属クラブ
- Hämeenlinnan Lentopallokerho（2009-2012年）
- LP Kangasala（2012-2013年）
- LP Viesti（2013-2016年）
- OK Nova KBM Branik（2016-2018年）
- アリアンツ MTV シュトゥットガルト（2018年-）